# Falkenhagener Feld
Falkenhagener Feld är en stadsdel (Ortsteil) i stadsdelsområdet Spandau i västra Berlin, med 36 298 invånare (år 2014).

## Geografi
Stadsdelen ligger i Berlins västra utkanter, väster om Spandaus historiska stadskärna och gränsar till staden Falkensee i förbundslandet Brandenburg. De östligaste delarna av stadsdelen omkring Zeppelinstrasse består av äldre hyreshusbebyggelse från tidigt 1900-tal, medan större delen av bebyggelsen västerut består av modernare hyreshus och villor.

## Historia
Falkenhagener Feld bebyggdes till större delen först på 1970-talet som en satellitförort. Fram till 1960-talet användes området för jordbruk men bostadsbristen i Västberlin föranledde planeringen av bostadsområden och byggandet började 1962. De sista husen stod klara i början av 1990-talet. Området har under senare år omnämnts som socialt problemområde.